# Bianca Merker
Bianca Merker (* 31. März 1990 in Dresden als Bianca Walter) ist eine ehemalige deutsche Shorttrackerin. 2010 wurde sie Europameisterin mit der Staffel und weist regelmäßig Spitzenplatzierungen bei Weltcuprennen in den Einzeldisziplinen auf.

## Werdegang und Karriere
Bianca Merker ist die Tochter der ehemaligen Eisschnellläuferin Skadi Walter und startete für den EV Dresden. Ihr Talent wurde ihr von ihrer eislaufbegeisterten Familie in die Wiege gelegt. Bereits ihre Mutter war eine erfolgreiche Eisschnellläuferin und ihre Großmutter Eiskunstlauftrainerin. Bereits mit drei Jahren stand Merker erstmals auf Schlittschuhen. Mit neun Jahren kam sie zum Shorttrack beim damaligen ESC Dresden, aus dem 2001 der EV Dresden hervorging. Im Jahr 2006 wurde sie mit 16 Jahren Mitglied der deutschen Damen-Short Track-Nationalmannschaft und gab ihr Debüt in der Weltcup-Saison 2006/07 im kanadischen Saguenay und startete im gleichen Jahr erstmals bei der Junioren-Weltmeisterschaft.
Merker erlebte bei der Junioren-Weltmeisterschaft 2006 ihre erste internationale Meisterschaft, sie schied aber in den Einzelrennen in den Vorläufen aus. Im gleichen Jahr gewann sie ihre erste Silber-Medaille mit der Staffel bei der Europameisterschaft in Turin. Ihren größten sportlichen Erfolg errang Walter bei der Europameisterschaft 2010 in Dresden vor heimischem Publikum. Zusammen mit ihrem Team gewann sie hier ihre erste Goldmedaille mit der Staffel. Bei der Weltmeisterschaft 2010 in Sofia nahm sie erstmals an WM-Einzelrennen teil. Mit dem Team wiederholte sie bei der Teamweltmeisterschaft in Bormio ihren siebten Platz aus dem Vorjahr.
Auch in der Saison 2010/11 qualifizierte sich Merker regelmäßig im Weltcup für die Halbfinals der besten acht Läuferinnen in den Einzeldisziplinen über 1000 m und 1500 m sowie bei der Europameisterschaft. Neben der Qualifikation für die Halbfinalläufe in den Einzeldisziplinen über 1000 m und 1500 m bei der Europameisterschaft 2012, schaffte sie dies erstmals auch über die 500-m-Sprintdistanz. Wie im Vorjahr wurde sie hier mit der deutschen Nationalstaffel Vierte. Bei der Europameisterschaft 2013 im schwedischen Malmö gewann sie mit der deutschen Staffel die Silbermedaille. In der Saison 2013/14 hatte sie mit hartnäckigen Verletzungen zu kämpfen, so dass sie nur bei wenigen Weltcup-Rennen an den Start gehen konnte. Seit 20. Oktober 2012 hält Bianca Merker mit 1:29,448 Minuten den deutschen Rekord im Shorttrack der Damen über die Distanz von 1000 m sowie seit 10. Februar 2013 den deutschen Rekord über die 500-m-Sprintdistanz.
Bei den Olympischen Winterspielen 2018 in Pyeongchang erreichte Merker über 500 m sowie über 1000 m jeweils den 18. Platz. Über die 1500 m-Distanz erreichte sie Rang 27. Für die Winterspiele vier Jahre später in Peking konnte sich Merker nicht mehr qualifizieren. Im Sommer 2022 beendete die zwischenzeitlich seit 2011 als Bundespolizistin im mittleren Dienst tätige Merker ihre aktive sportliche Karriere.